# Grand icosidodécaèdre
En géométrie, le grand icosidodécaèdre est un polyèdre uniforme non-convexe, indexé sous le nom U54.
Ce polyèdre peut être considéré comme un grand icosaèdre rectifié.
Ses sommets sont partagés avec l'icosidodécaèdre.